# 本願寺長野別院
本願寺長野別院（ほんがんじ ながのべついん）は、長野県長野市にある浄土真宗本願寺派の寺院。同派の別院。善光寺七寺に挙げられる場合がある。

## 歴史
寺伝によれば、開基は信濃源氏の若槻重勝により、建久2年（1191年）に善光寺山内に深谷山蓮華院正法寺として創建された。また、普門山とも称していた。重勝は同9年（1198年）に出家して知覚を名乗り、建暦2年（1212年）の親鸞の善光寺参詣の際にその弟子となり、「証誓」という法名を授かり、自領の水内郡若槻荘東条に庵を結び正法寺も遷移した。
1580(天正8)年、第7世釋明誓が長門町(現在の長野市)に出て正法寺を創建し、1636(寛永13)年、釋明誓のとき現在地の西後町に移転し、1772(安永元)年、第１1世釋観式のとき旧本堂が建立された。
中野騒動を歴た1871(明治4)年には、長野県が発足し、近代学校の内容をもった長野県初めての「長野県学校」が正法寺に開設され、近代学校の嚆矢となった。続いて各地に郷学校が設立されると、学制発布による小学校設置までその中心校の役割を果たした。教員は旧松代藩士の山寺常山ら7名で漢学、算術などを教授した。こうした歴史があり、地域に密着した寺院として機能していた。
1925(大正14)年、長野教区教務所が設置されると、正法寺は本願寺の直属寺院となり、本願寺長野別院に改称した。
1974(昭和49)年、「親鸞聖人御誕生800年・立教開宗750年・長野別院創立50年慶讃記念事業」として現在の本堂を建立。大谷光照門主(当時)親修により『長野別院本堂落成慶讃法要』が勤修される。
1995(平成7)年、本堂を再整備し、内陣・外陣、本堂内外装を一新して、大谷光真門主(当時)御親修で『長野別院創立70周年記念法要』が勤修される。

## 境内
- 本堂
  - 無量寿堂 - 本堂の階上に併設している納骨所。

- 庫裏 - 1985(昭和60)年、「長野別院創立60年記念事業」として建設。１階は講堂を中心に、輪番室と事務所が併設。２階には会議室、講師室、客間と職員住宅がある。

- 鐘楼 - 境内で最も古い施設。

- 駐車場（会館跡） - かつて鐘楼に隣接するところにあった会館。もとは「別院附属長野中央幼稚園」で、明治時代の「多々恵日曜学校」の活動を前身とし、「中央幼稚園」(1937年～)「別院附属長野幼稚園」(1945年～)と発展し、地域の子ども達に宗教教育を行った歴史ある幼稚園であった。少子化の影響により2002(平成14年)3月に閉園。その後は各施設を体操教室・少年少女合唱団・ビハーラ長野等の活動に貸し、地域における活動の場としてきたが、2018(平成30)年、建物を解体。現在は駐車場として活用。